# گنجشک درمنه
گنجشک درمنه (نام علمی: Artemisiospiza nevadensis)، یک گنجشک با جثه متوسط در غرب ایالات متحده و شمال غربی مکزیک است. در گذشته در سردهٔ Amphispiza جای می‌گرفت، اما شواهد مربوط به سال‌های ۲۰۰۷ و ۲۰۰۹ نشان می‌دهد که باید آن را در سردهٔ خودش جای داد.

## زیستگاه
گنجشک‌های درمنه در واقع اغلب به زیستگاه‌های درمنه گره می‌خورند، اگرچه می‌توان آن‌ها را در توده‌های خاردار بوته‌های نمک‌زی، چمیز و دیگر بوته‌های کم‌ارتفاع غرب داخلی خشک یافت.
زیستگاه گنجشک‌های درمنه‌ای اغلب با تهاجم بوته‌ها یا تهاجم گیاهان علفی تهدید می‌شود.